# とね (護衛艦)
とね（ローマ字：JS Tone, DE-234）は、海上自衛隊の護衛艦。あぶくま型護衛艦の6番艦。艦名は利根川に由来し、この名を持つ日本の艦艇としては、旧海軍の「利根（I）」、利根型重巡洋艦「利根（II）」に続き3代目にあたる。

あぶくま型護衛艦の中では後期型（小改正型）であり、マストにフラットを追加し、OPS-20航海用レーダーが搭載されている。

2022年12月に公表された防衛力整備計画で、2027年度までに除籍することが発表された。

2025年7月、本艦含むあぶくま型全艦をフィリピンへ輸出することで日比両政府が一致した認識を持っていることが報じられた。
本記事は、本艦の艦歴について主に取り扱っているため、性能や装備等の概要についてはあぶくま型護衛艦を参照されたい。

## 艦歴
「とね」は、中期防衛力整備計画に基づく平成元年度計画1,900トン型乙型護衛艦1234号艦として、住友重機械工業浦賀工場で1991年2月8日に起工され、1991年12月6日に進水、1993年2月8日に就役し、佐世保地方隊第39護衛隊に編入された。
1997年3月24日、佐世保地方隊第26護衛隊に編入。
1998年5月29日～6月1日、福岡を訪問したカナダ海軍フリゲート「バンクーバー」と交歓する。
1999年8月2日から4日にかけて護衛艦「しらね」、「せとゆき」とともに韓国釜山を訪問、4日から5日にかけて東シナ海において初の日韓共同訓練を実施した。
2001年5月19日～5月20日に実施される鹿屋航空祭で護衛艦「せんだい」、「さわかぜ」、輸送艦「おおすみ」とともに志布志港で一般公開される予定であったが、福江島沖を航行中の中国海軍延氷型情報収集艦を追尾監視のため、中止となった。
同年10月2日、佐世保を出港後、アメリカ海軍強襲揚陸艦「エセックス」の警戒監視活動に従事する。
2008年3月26日、自衛艦隊の大改編により第26護衛隊が第16護衛隊に改称され、護衛艦隊隷下に編成替え。
2011年3月11日に発生した東北地方太平洋沖地震による東日本大震災に対し、災害派遣される。
同年3月16日、第16護衛隊が廃止となり第12護衛隊へ編入、定係港が佐世保から呉に転籍。
2016年2月16日午後5時30分頃、種子島東北東85kmを太平洋から東シナ海に向け西に航行する中国海軍旅滬型駆逐艦「哈爾浜」、江凱Ⅱ級フリゲート「煙台」、東調級情報収集艦「天狼星」、福池級補給艦「洪澤湖」を、第5航空群所属のP-3C及び多用途支援艦「げんかい」と共に発見した。その後4隻は大隅海峡を西に進んでいる。
同年12月25日、防衛省統合幕僚監部は同月24日午後4時ごろ本艦が東シナ海中部の海域で中国海軍の航空母艦「遼寧」1隻と、ミサイル駆逐艦とフリゲート艦各3隻、補給艦1隻を目視にて確認したと発表した。海上自衛隊が中国海軍の空母を目視にて確認するのは今回が初めて。
2022年12月に公表された防衛力整備計画で、2027年度までに除籍することが発表された。
2023年11月29日、屋久島沖米軍オスプレイ墜落事故に伴い自主派遣。墜落から約1時間25分後の16時4分に寄港中であった佐世保基地を出港。翌11月30日の深夜1時43分に現着し、以後、同じく自主派遣された艦艇や自衛隊部隊、海上保安庁などと共に12月4日まで捜索救難活動に従事。機体の一部などを発見揚収するなどした。
2025年7月、本艦含むあぶくま型全艦をフィリピンへ輸出することで日比両政府が一致した認識を持っていることが報じられた。

現在は護衛艦隊第12護衛隊に所属し、定係港は呉である。

### 歴代艦長
| 代 | 氏名       | 在任期間              | 出身校・期      | 前職                         | 後職                                           | 備考                            |
| -- | ---------- | --------------------- | --------------- | ---------------------------- | ---------------------------------------------- | ------------------------------- |
| 01 | 上田勝恵   | 1993.2.8 - 1994.3.24  | 防大17期        | とね艤装員長                 | 海上自衛隊幹部学校付                           |                                 |
| 02 | 野口 均    | 1994.3.25 - 1995.3.23 | 防大21期        | 第2護衛隊群司令部幕僚        | 海上幕僚監部人事教育部人事課                   |                                 |
| 03 | 石橋啓志   | 1995.3.24 - 1996.7.31 | 防大19期        | 海上自衛隊幹部学校付         | 統合幕僚会議事務局 第4幕僚室長中期班長         | 1996.7.1 1等海佐昇任            |
| 04 | 大鶴 章    | 1996.8.1 - 1997.7.31  | 防大25期        | 海上自衛隊東京業務隊付       | 海上幕僚監部防衛部防衛課                       |                                 |
| 05 | 畑中孝行   | 1997.8.1 - 1998.8.2   | 防大23期        | 第3護衛隊群司令部幕僚        |                                                |                                 |
| 06 | 渡邉英夫   | 1998.8.3 - 1999.8.19  | 防大21期        | 海上幕僚監部防衛部装備体系課 | 海上自衛隊第1術科学校生徒隊長                  |                                 |
| 07 | 依光道洋   | 1999.8.20 - 2000.7.31 | 防大24期        | 情報業務群司令部幕僚         |                                                |                                 |
| 08 | 大塚海夫   | 2000.8.1 - 2001.8.19  | 防大27期        | 海上幕僚監部防衛部防衛課     | 海上幕僚監部防衛部防衛課 兼 海上自衛隊幹部学校 |                                 |
| 09 | 佐伯泰啓   | 2001.8.20 - 2002.8.5  | 防大24期        | ちょうかい副長               | はるさめ艦長                                   |                                 |
| 10 | 千代野正   | 2002.8.6 - 2004.2.24  | 防大24期        | 海上幕僚監部防衛部防衛課     |                                                | 3等海佐                         |
| 11 | 飯塚洋文   | 2004.2.25 - 2005.8.21 | 日大・ 37期幹候 | あまぎり航海長 兼 副長       |                                                | 2005.7.1 1等海佐昇任            |
| 12 | 森下治彦   | 2005.8.22 - 2006.8.21 |                 | あまぎり砲雷長 兼 副長       |                                                |                                 |
| 13 | 泉 博之    | 2006.8.22 - 2008.3.25 | 早大・ 41期幹候 | おおなみ船務長 兼 副長       | 海上幕僚監部人事教育部補任課                   |                                 |
| 14 | 黒木一博   | 2008.3.26 - 2009.3.24 | 防大34期        | はまぎり砲雷長               | 海上自衛隊第1術科学校教官                      | 就任時3等海佐 2008.7.1、2等海佐 |
| 15 | 中村正三   | 2009.3.25 - 2010.3.23 | 防大32期        | しもきた運用長 兼 副長       | さざなみ艦長                                   | 就任時3等海佐 2010.1.1、2等海佐 |
| 16 | 齊賀裕一   | 2010.3.24 - 2011.3.24 | 防大34期        | 海上幕僚監部防衛部防衛課     |                                                |                                 |
| 17 | 富松智洋   | 2011.3.25 - 2012.4.8  | 防大36期        |                              | 佐世保地方総監部管理部                         |                                 |
| 18 | 松山秀夫   | 2012.4.9 - 2013.3.31  | 防大34期        | 呉海上訓練指導隊             | さみだれ艦長                                   |                                 |
| 19 | 西田敏志   | 2013.4.1 - 2014.3.23  | 防大37期        |                              | 佐世保地方総監部管理部                         |                                 |
| 20 | 前久保一彦 | 2014.3.24 - 2015.3.29 | 曹候7期         | 第2ミサイル艇隊司令          | 護衛艦隊司令部幕僚                             |                                 |
| 21 | 吉福俊彦   | 2015.3.30 - 2016.3.13 |                 | 海上幕僚監部防衛部装備体系課 | 護衛艦隊司令部                                 |                                 |
| 22 | 飯ケ谷孝広 | 2016.3.14 - 2017.4.4  | 防大38期        | いずも船務長                 |                                                |                                 |
| 23 | 朝田 修    | 2017.4.5 - 2018.12.2  |                 | 呉基地業務隊本部補充部付     | 艦艇開発隊開発部第1科長                        |                                 |
| 24 | 橘 大史    | 2018.12.3 - 2019.7.31 |                 | すずつき砲雷長 兼 副長       |                                                |                                 |
| 25 | 下條裕史   | 2019.8.1 - 2020.8.2   | 防大45期        | きりしま砲雷長 兼 副長       | 海上幕僚監部防衛部装備体系課                   |                                 |
| 26 | 安冨 学    | 2020.8.3 - 2021.8.26  | 防大46期        | はまぎり                     |                                                |                                 |
| 27 | 奥村健二   | 2021.8.27 - 2023.2.19 |                 | 海上幕僚監部防衛部防衛課     | さみだれ艦長                                   |                                 |
| 28 | 佐藤大志   | 2023.2.20 -           |                 | むろと副長                   |                                                |                                 |

## ギャラリー

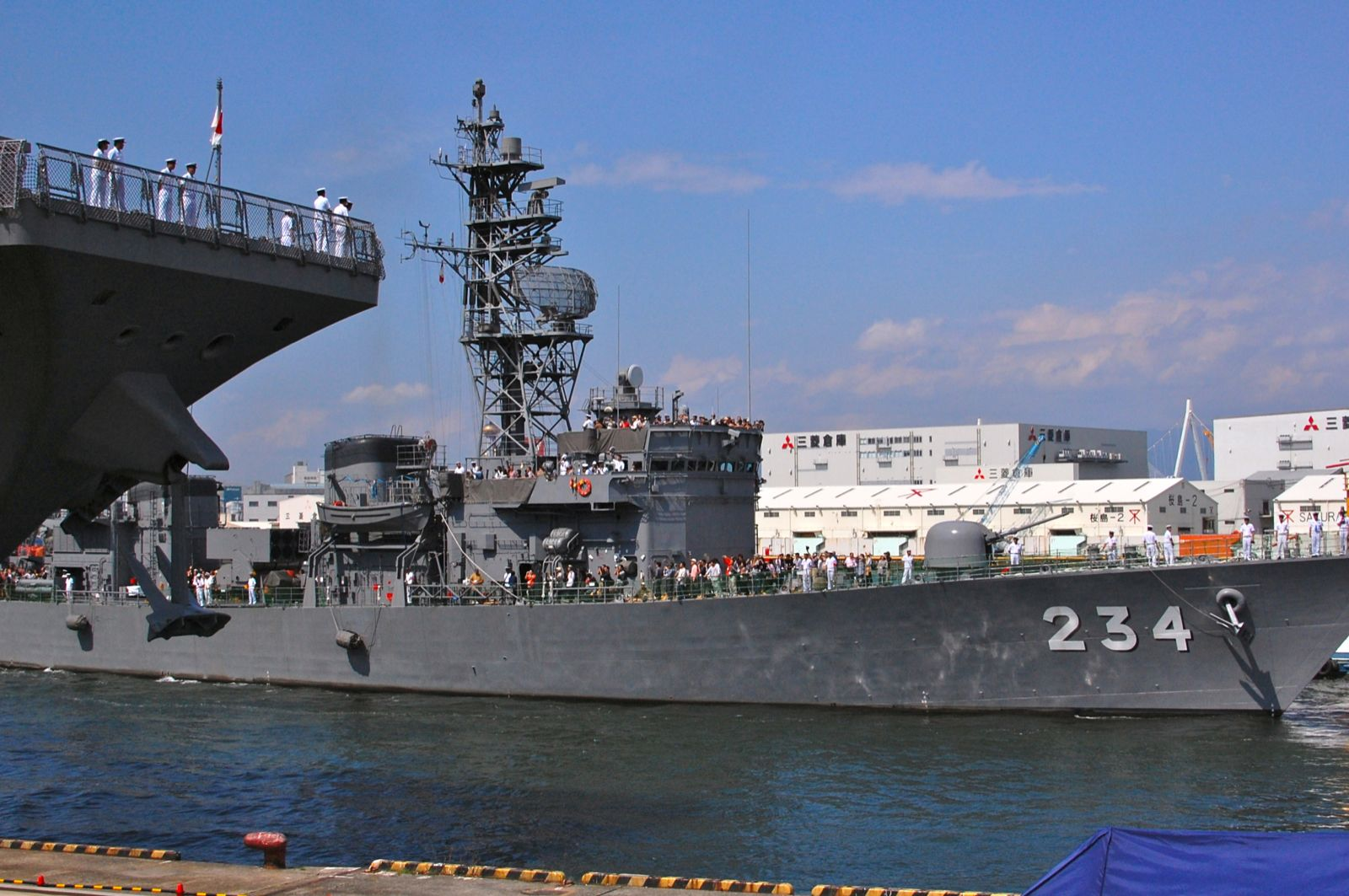
平成23年度呉地方隊展示訓練に参加するため大阪港・天保山岸壁を出港する「とね」。
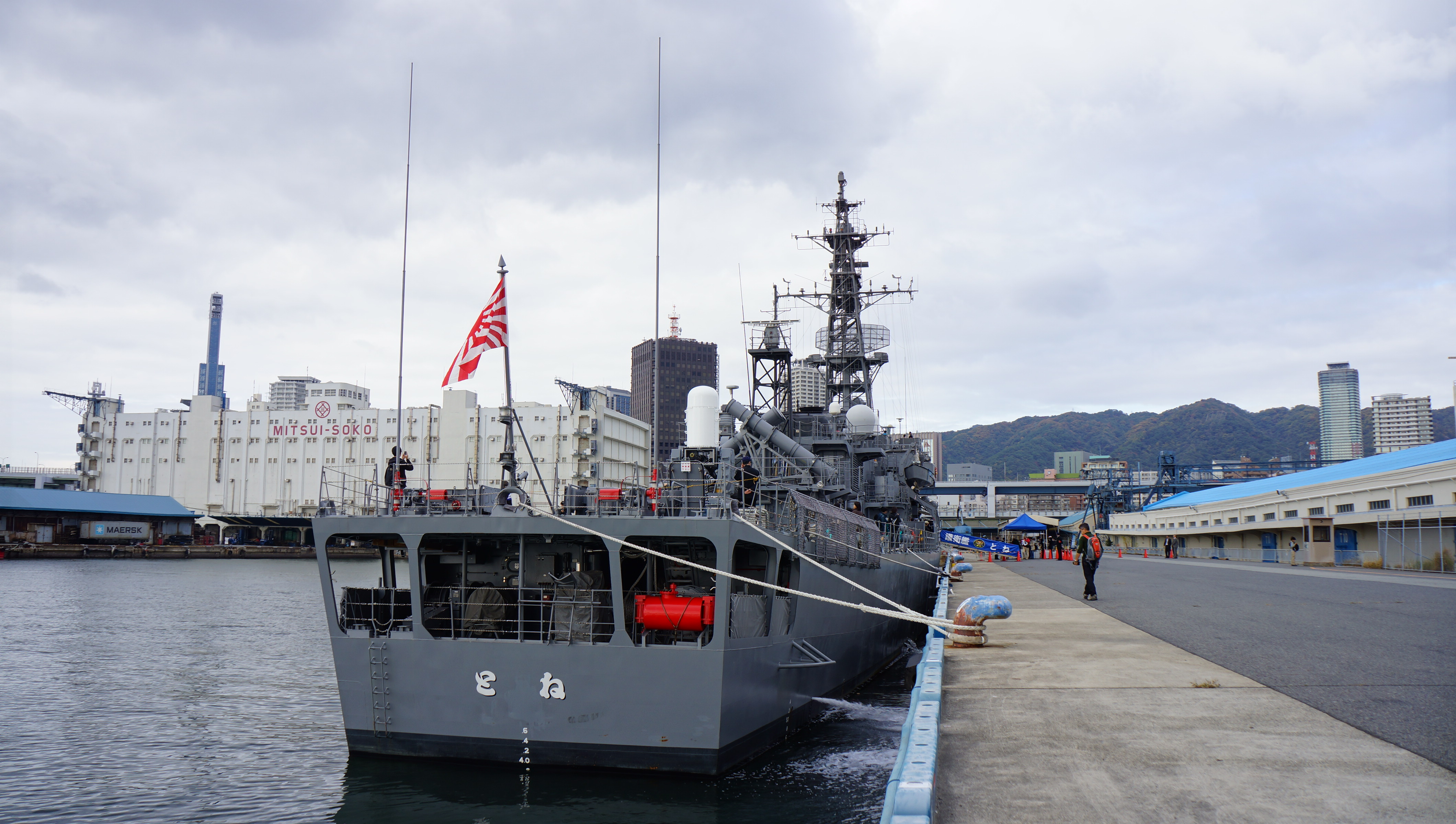
艦尾から望む
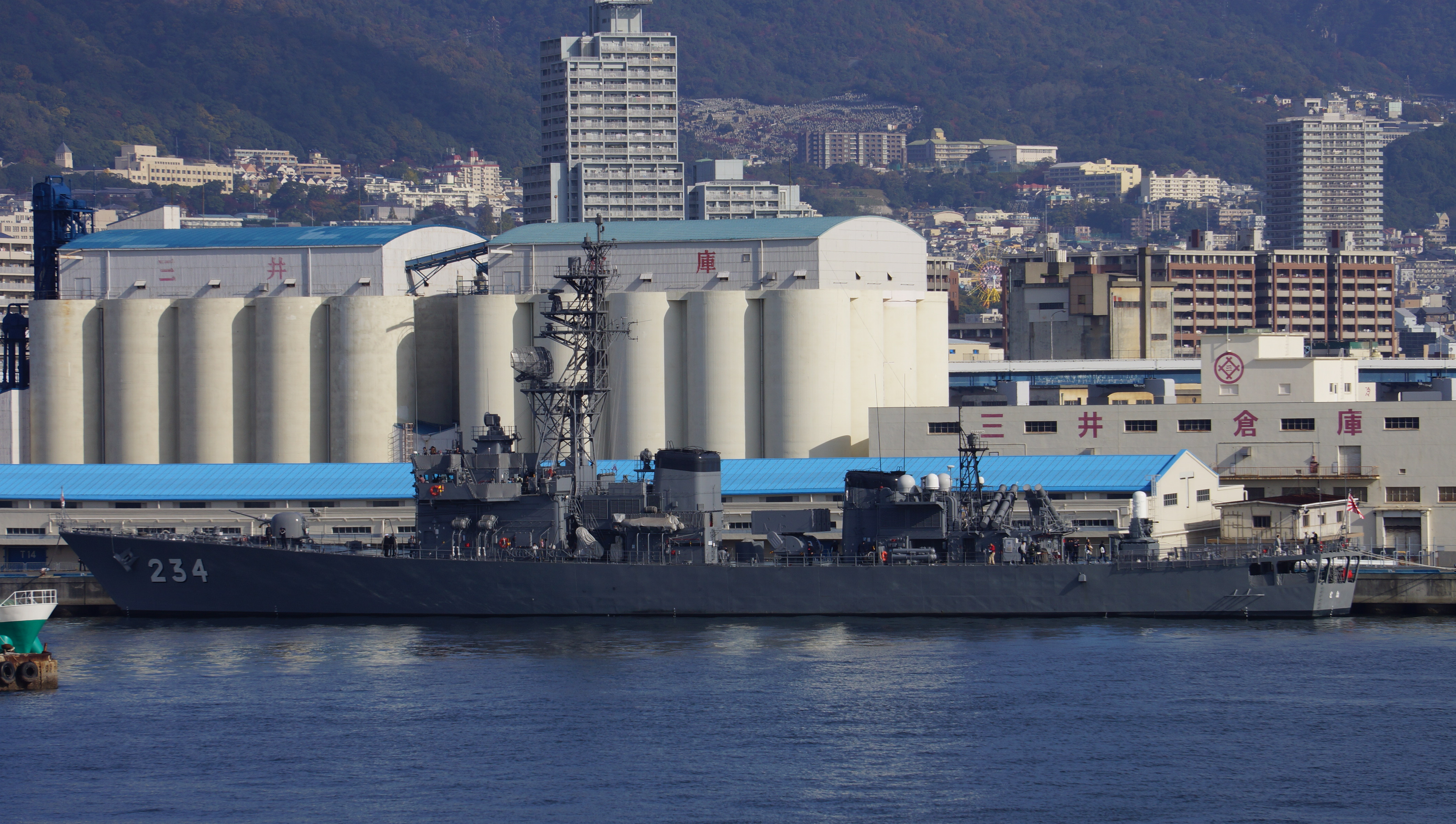
神戸港新港東ふ頭における一般公開(2012年11月10日)
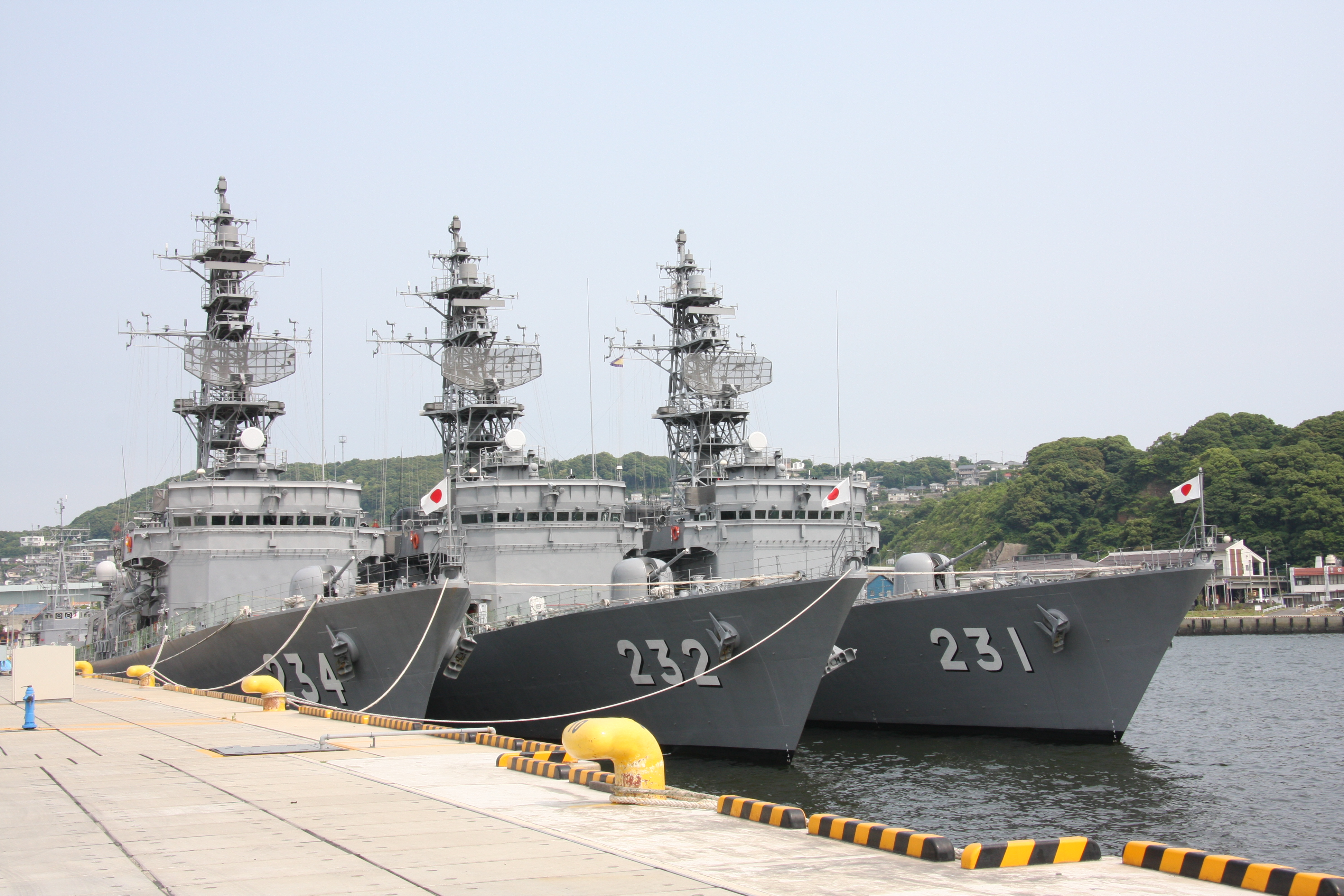
左からあぶくま型「とね」 「せんだい」「おおよど」
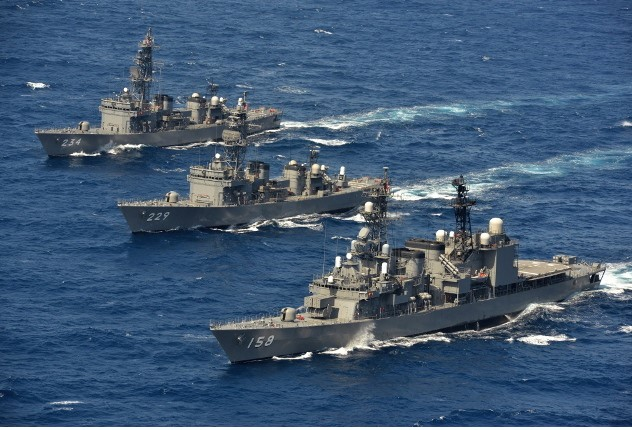
第12護衛隊の3艦。手前から「うみぎり」、「あぶくま」、「とね」
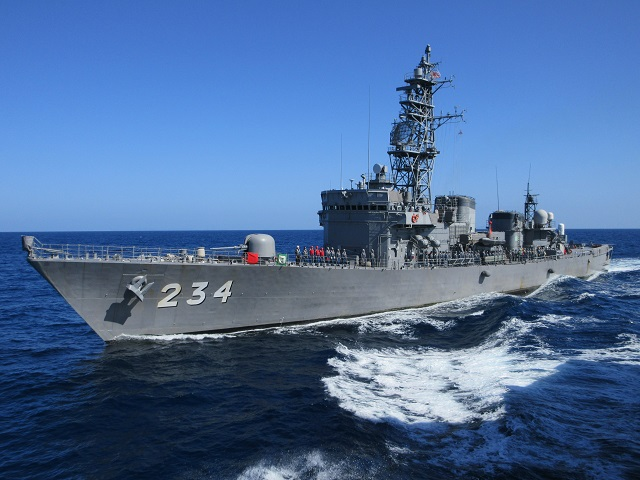
洋上を進む「とね」
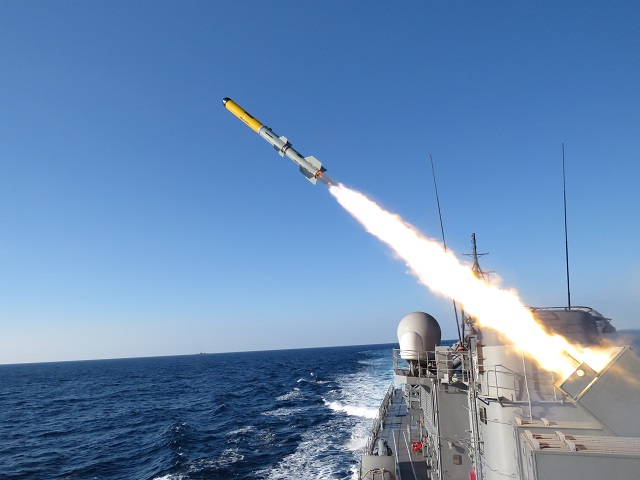
「とね」によるアスロック訓練発射